# Dishonored 2
Dishonored 2 – komputerowa przygodowa gra akcji z 2016 roku, stworzona przez Arkane Studios, wydana przez Bethesdę Softworks na platformy PlayStation 4, Windows i Xbox One. Stanowi kontynuację Dishonored z 2012. Gdy cesarzowa Emily Kaldwin zostaje zdetronizowana przez wiedźmę Delilę Copperspoon, gracz może wcielić się albo w Emily, albo cesarskiego obrońcę Corva Attano, próbujących odzyskać tron. Emily i Corvo dysponują nadprzyrodzonymi mocami, z których gracz może jednak zrezygnować. Ze względu na nieliniową rozgrywkę misje można ukończyć na wiele sposobów – zarówno skrytych, w których nie ginie żadna bądź niemal żadna postać poboczna, jak i krwawych.
Pomysły na Dishonored 2 zaczęły rodzić się podczas opracowywania zawartości dodatkowej do części pierwszej; jednym z nich było przede wszystkim udźwiękowienie postaci Corva, który wcześniej był milczącym protagonistą. Ze względu na to, że w świecie gry minęło kilkanaście lat, zaproponowano również, żeby cesarzowa Emily Kaldwin – w poprzedniczce będąca dzieckiem – została grywalną postacią. Oprawa wizualna gry zainspirowana została obrazami i rzeźbami. Fabuła rozgrywa się w ciągu jednego roku, głównie w fikcyjnym wyspiarskim mieście Karnaca. Inspiracją dla niego była cypryjska Larnaka i inne miasta krajów basenu Morza Śródziemnego – Grecji, Włoch i Hiszpanii – oraz ich architektura, moda i technologie z roku 1851. W angielskiej wersji językowej głosów postaciom użyczyli m.in. Rosario Dawson, Sam Rockwell, Robin Lord Taylor, Pedro Pascal i Vincent D’Onofrio.
Po premierze Dishonored 2 spotkał się z pozytywnym odbiorem ze strony krytyków, chwalących usprawnienia względem pierwszej części – zwiększone wyzwanie podczas skradania się, dostosowanie mocy postaci w taki sposób, żeby dobrze pasowały zarówno do skrytego, jak i otwartego rozwiązywania misji, projekt poszczególnych misji, zarysowanie świata przedstawionego i sztuczną inteligencję przeciwników. Z krytyką spotkała się całościowa fabuła gry, którą zdaniem recenzentów można było poprowadzić lepiej. W momencie premiery wersja na komputery osobiste trapiona była przez liczne problemy techniczne. W 2016 roku Dishonored 2 zdobyło The Game Award dla najlepszej przygodowej gry akcji, a w 2017 NAVGTR Award za najlepszy projekt kostiumów; znalazła się również na listach najlepszych gier w historii.

## Opis

### Świat gry
Chociaż fabuła rozpoczyna i kończy się w Dunwall – znanej z pierwszej części stolicy Cesarstwa Wysp – to większość akcji rozgrywa się w leżącym w południowej części cesarstwa przybrzeżnym mieście Karnaca, stolicy Serkonos, którego głównym źródłem dochodu jest eksport srebra. W odróżnieniu od Dunwall, zasilanego głównie przez wielorybi tran, Karnaca korzysta przede wszystkim z turbin napędzanych wiejącymi znad oceanu wiatrami. Ze względu na ukształtowanie terenu miasto nawiedzane jest przez burze piaskowe, szczególnie uciążliwe w Dzielnicy Pyłu. W momencie rozpoczęcia fabuły Dishonored 2 o władzę nad miastem walczą dwa zwaśnione stronnictwa – rewidenci i gang Wyjców. Podczas gdy rewidenci są kliką wierną obecnemu diukowi Serkonos, Luce Abele’owi, reprezentującą serkonoską straż odpowiedzialną za pilnowanie porządku i w tym celu m.in. wznoszącą dezintegrujące ściany światła, tak wyjce są stronnictwem zachowującym wierność poprzedniemu diukowi, Theodanis, i jego prawowitemu następcy.

### Postacie
Głównymi bohaterami Dishonored 2 są cesarski obrońca Corvo Attano – ochroniarz poprzedniej cesarzowej, następnie zabójca mszczący się na odpowiedzialnych za jej śmierć jako protagonista pierwszej części gry; oraz Emily Kaldwin, zdetronizowana w wyniku przewrotu władczyni Cesarstwa Wysp. Głównym antagonistą jest Luca Abele, diuk Serkonos, przejmujący schedę po swoim ojcu Theodanisie; oraz wiedźma Delilah Copperspoon – główna przeciwniczka z dodatków do pierwszej części, The Knife of Dunwall i The Brigmore Witches, podająca się za przyrodnią siostrę zamordowanej cesarzowej Jessamine Kaldwin, przez co uzurpująca sobie prawo do bycia prawowitą władczynią. W materiałach promocyjnych Dishonored 2, jak również w samej grze, przedstawiana jest jako Delilah Kaldwin.
Wśród innych znaczących postaci znajdują się: Meagan Foster, kapitan statku Groźna Wręga; Paolo, przywódca gangu Wyjców; Mindy Blanchard, zastępczyni Paola; Mortimer Ramsey, skorumpowany oficer straży miejskiej Dunwall; Liam Byrne, wicerewident Karnaki prowadzący wojnę z wyjcami; genialny wyznalazca Anton Sokołow; Odmieniec – postać z Pustki, świata pomiędzy światami, oferująca grywalnym postaciom magiczne moce; oraz Jessamine Kaldwin (April Stewart), zmarła matka Emily, której fragment duszy zaklęty został w Sercu.

### Fabuła

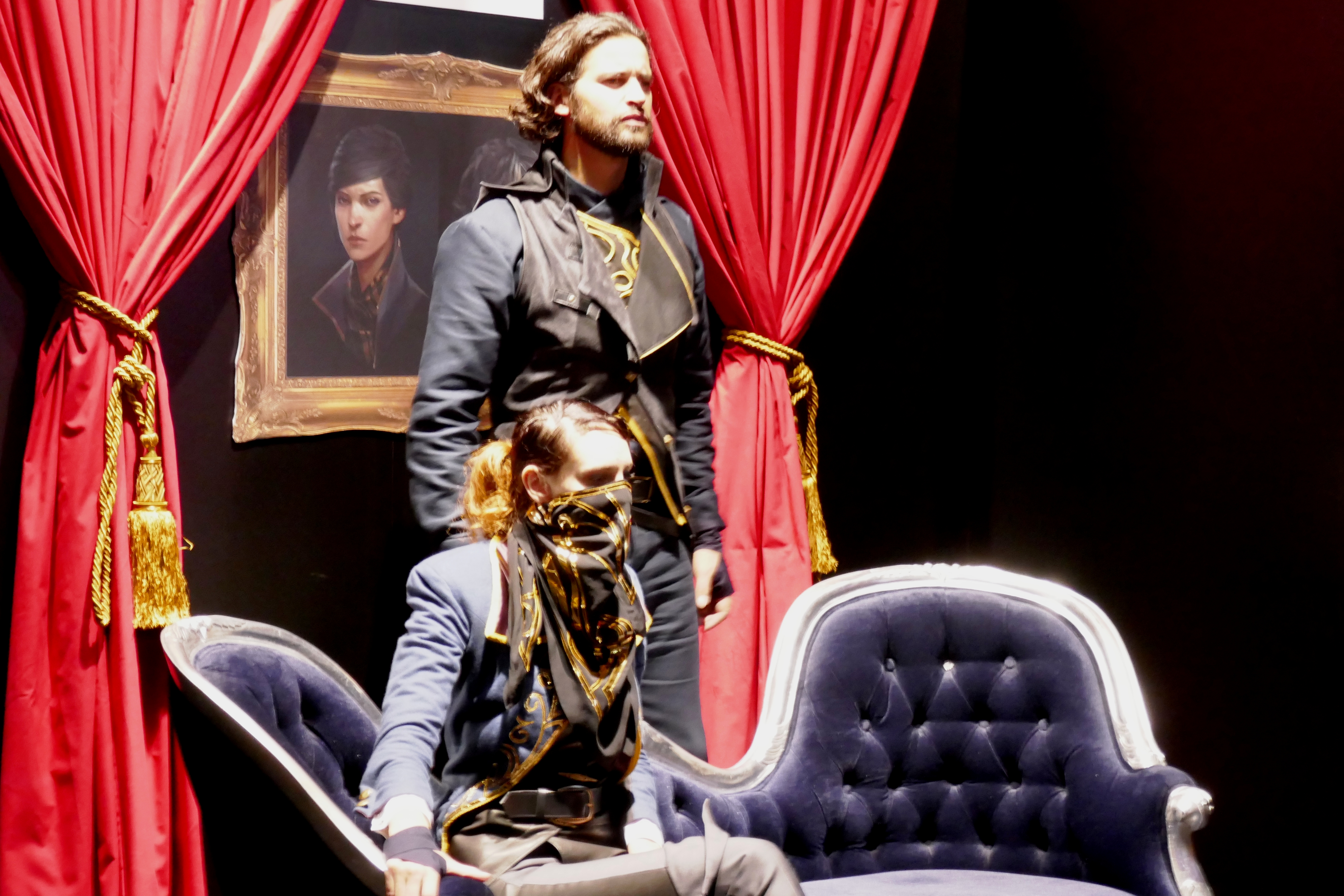
Aktorzy wcielający się w Corva i Emily podczas promocji gry na Paris Games Week 2016.

Piętnaście lat po przywróceniu Emily Kaldwin na tron Dunwall jest dobrze prosperującym miastem. Cieniem na rządach Emily kładą się zbrodnie dokonywane przez seryjnego zabójcę, ochrzczonego przez prasę „Zmorą Korony”, mordującego przeciwników cesarzowej, przez co wielu wierzy, że działa ona na zlecenie jej i Corva. Podczas ceremonii z okazji rocznicy zamordowania Jessamine pojawia się diuk Abele, w towarzystwie Delili. Ta podaje się za przyrodnią siostrę Jessamine i prawowitą dziedziczkę tronu. Ludzie diuka mordują strażników Emily, a gracz może wybrać, którą postacią chce zagrać – Emily, czy Corvem; ta niewybrana przez gracza zostaje zamieniona przez wiedźmę w kamień. Postaci gracza udaje się uciec do doków Dunwall, gdzie oczekuje na nią kapitan Meagan Foster, wysłana przez Antona Sokołowa, żeby ostrzec Emily i Corva przed planowanym przez Abele’a przewrotem. Postać wraz z Foster wybiera się do Karnaki, gdzie Delilah zdobyła swoje moce. Podczas podróży postać odwiedza Odmieniec, proponujący swoje nadprzyrodzone moce, które mogą pomóc w walce z uzurpatorką.
W Karnace postać podejmuje się odnalezienia Sokołowa, porwanego przez Zmorę Korony. Infiltrując Instytut Addermire, w którym wedle pogłosek ukrywa się zabójca, postać odkrywa, że jest nią w rzeczywistości główna alchemiczka Karnaki, Alexandria Hypatia, która nieumyślnie stworzyła swoje zabójcze alter ego, testując na sobie serum mające pomóc górnikom. Dowiedziawszy się o tym, Abele postanowił wykorzystać ją do eliminowania przeciwników politycznych Emily, żeby podejrzenia padły na nią. Postać może zabić Hypatię bądź wyleczyć ją.
Podczas wizyty w Addermire postać dowiaduje się, że Sokołow został uwięziony przez Kirina Jindosha, wielkiego wynalazcę diuka. Po dotarciu do jego rezydencji postać rozprawia się z nim, zabijając go bądź wykonując na nim lobotomię przy pomocy elektrowstrząsów, i uwalnia Sokołowa. Ten poleca przyjrzeć się Breannie Ashworth, kustoszce Cesarskiego Konserwatorium, mogącej być wiedźmą współpracującą z Delilą. W Konserwatorium postać odkrywa, że gdy Delilah została pokonana przez Dauda, to Ashworth odprawiła rytuał mający ściągnąć ją z Pustki i przywrócić do życia. Postać zabija Ashworth albo pozbawia ją magicznych mocy.
Następnym celem postaci staje się posiadłość magnata węglowego Aramisa Stiltona, w której według uzyskanych przez Sokołowa informacji mogą znajdować się informacje na temat tajemnicy nieśmiertelności Delili. Dotarłszy do posiadłości, postać odkrywa, że Stilton postradał zmysły po doświadczeniu powrotu wiedźmy. Przy pomocy urządzenia otrzymanego od Odmieńca postać przemieszcza się między teraźniejszością a przeszłością, odkrywając, że w posiadłości bogacza Zmora Korony, Jindosh, Ashworth i Abele odprawily rytuał sprowadzający Delilę z Pustki, ta zaś przeniosła swoją duszę do wyobrażającego ją posągu, dzięki czemu stała się nieśmiertelna.
Postać dostaje się do pałacu Abele’a, gdzie albo go zabija, albo nawiązuje współpracę z dublerem diuka, który przejmuje władzę po pozbyciu się prawdziwego, a następnie odnajduje posąg i przenosi duszę Delili do Serca. Po powrocie do Dunwall konfrontuje się z wiedźmą; kiedy ta zostaje połączona ze swoją duszą, postać może albo ją zabić, albo oszukać, przez co ta zostaje uwięziona w przedstawiającym ją obrazie.

#### Zakończenia
W grze dostępnych jest kilka zakończeń, zależnych od: poziomu chaosu; śmierci bądź przeżycia określonych bohaterów niezależnych oraz od tego, czy postać sprzymierzyła się z rewidentami albo wyjcami. Jeżeli Meagan przeżyła, to bez względu na zakończenie okazuje się Billie Lurk (dawną zastępczynią Dauda) i wyrusza na jego poszukiwania, co stanowi wstęp do rozszerzenia Dishonored: Death of the Outsider. W przypadku wysokiego poziomu chaosu postać może postanowić nie odczyniać tej zaklętej w kamień. Emily staje się mściwą cesarzową, brutalnie rozprawiającą się z poplecznikami Delili. Jeżeli Corvo nie uwolni Emily, zagarnia tron dla siebie i zostaje krwawym tyranem, cesarzem Corvem Czarnym. Karnaca albo rządzona jest przez kolejnego ciemiężcę, albo upada. Sokołow – załamany tym, w jaki sposób wykorzystano jego wynalazki – zostaje wygnany do swojego rodzinnego kraju. Przy niskim poziomie chaosu postać domyślnie uwalnia tę zaklętą. Władzę w Karnace przejmuje albo rada reprezentantów, albo Corvo zostający nowym diukiem, dzięki czemu miasto udaje się uratować. Emily rządzi jako sprawiedliwa cesarzowa, której na powrót udaje się zjednoczyć Cesarstwo. Sokołow, dumny z tego, że jego wynalazki wykorzystano do dobrych celów, powraca do swojego rodzinnego kraju.

## Rozgrywka
Dishonored 2 jest przygodową grą akcji z perspektywą pierwszej osoby, kładąca duży nacisk na elementy skradania się. Po ukończeniu prologu gracz decyduje, czy chce przejść grę jako cesarzowa Emily Kaldwin, czy jako Corvo Attano – protagonista pierwszej części. Wykonywanie misji pobocznych odblokowuje alternatywne metody skrytobójczego pozbycia się celów, wyeliminowanie ich bez uciekania się do rozlewu krwi oraz nowe drogi umożliwiające zrealizowanie zadania. Obie postacie wyposażone są w pistolet, kuszę, składane ostrze, granaty i miny, a uzbrojenie można rozwijać poprzez nabywanie ulepszeń w czarnorynkowych sklepach albo znajdowanie odpowiednich schematów rozsianych po świecie gry. Eksplorując obszary misji, postacie znajdują nie tylko pieniądze, ale też cenne przedmioty, jak chociażby obrazy, które można wymienić na pieniądze; za walutę nabyć można ulepszenia oraz uzupełnić zapasy nabojów, bełtów czy gadżetów. Zdrowie odnawiane jest poprzez picie eliksirów bądź jedzenie, a moce magiczne wyłącznie poprzez eliksir many. Gracz może zdecydować się zarówno na podejście skryte i ukończyć grę bez zabijania ani jednej osoby, nastawione na konfrontację albo połączenie obu z nich.
Wrogowie wykrywają postacie w polu swojego wzroku, a ukryć się można przed nimi, korzystając z osłon bądź wyżej położonych miejsc poza polem ich widzenia – w takiej sytuacji postacie z reguły są niewykrywalne. Schronienie znaleźć można także w zacienionych obszarach, te sprawdzają się jednak wyłącznie w przypadku, kiedy przeciwnik znajduje się w odpowiedniej odległości. O tym, czy gracz został wykryty, informują paski zaalarmowania nad głowami wrogów i wskazówki dźwiękowe. Przeciwnicy reagują także na dźwięki, np. stłuczonego szkła czy uderzenia mieczem o ścianę – działań takich można podjąć się celowo, żeby zwabić strażnika w określone miejsce, odciągając go od trasy jego patrolu. Postacie mogą zaglądać przez dziurkę od klucza, żeby oszacować, co znajduje się w pomieszczeniu za drzwiami, oraz wychylać się zza osłon, nie wystawiając się na widok wrogów, o ile nie robią tego zbyt długo – w odróżnieniu od Dishonored, gdzie Corvo pozostawał niewidoczny przez cały czas. Żeby uniknąć wykrycia, przeciwników nieświadomych obecności gracza można poddusić, pozbawiając ich przytomności, albo poderżnąć im gardła, a ich ciała ukryć, żeby nie zostały odnalezione przez ich sojuszników. Innym sposobem jest wyłączenie alarmów rozmieszczonych na niektórych poziomach. Ściany światła – bariery elektryczne zasilane wiatrem lub wielorybim tranem – w kontakcie z nimi spopielają nieuprawnionych do przejścia, można je więc wyłączyć albo przeprogramować w taki sposób, żeby zabijały tylko przeciwników. Same zbiorniki z tranem są wysoce łatwopalne i wybuchają po mocnym rzuceniu nimi albo strzeleniu w nie.
W Dishonored 2 wprowadzono możliwość pozbawienia przytomności przeciwnika w walce, jeżeli postacie skutecznie zablokują wyprowadzony w ich kierunku cios, bądź znokautowania jej po opadnięciu na nią z wyżej położonego miejsca. Podobnie jak w części pierwszej, w drugiej obecny jest „poziom chaosu”, uzależniony od tego, jakie podejście obrali Corvo/Emily. Wśród innych niż wymienione wcześniej zachowań nieśmiercionośnych, które nie powodują zwiększenia chaosu, znajduje się np. używanie bełtów usypiających, żądlących czy ogłuszających, jak również niektórych umiejętności magicznych. Zabijanie wrogów i osób postronnych, wpływające na destabilizowanie świata przedstawionego, zwiększa chaos. W Dishonored 2 rozbudowano system chaosu, nadając losowym bohaterom niezależnym cech współczujących, winnych lub żądnych krwi, a zabicie postaci współczującej zwiększa chaos bardziej niż takiej, która sama chce kogoś zabić. Poziom chaosu wpływa na rozmowy, jakie prowadzą Corvo i Emily, podejście innych postaci do nich oraz liczbę przeciwników obecnych na każdym poziomie – im wyższy chaos, tym jest ich więcej. W ciałach swoje gniazda zakładają roznoszące zarazę krwiogzy, toteż działania śmiercionośne przekładają się na zwiększenie liczby tych insektów. Chociaż w ich gniazdach znajdować można cenną żywicę, to sama obecność krwiogzów ma dodatkowo zachęcać gracza do ukrywania ciał. Każdy odwiedzany przez postacie poziom zaprojektowany został jako charakteryzujący się wyjątkową tematyką – czy to pod względem obecnych na nim frakcji, czy mechanik gry. Przykładowo, w misji „Mechaniczna Rezydencja” postacie trafiają do tytułowej posiadłości, której układ zmienia się po aktywowaniu dźwigni albo przełączników, co pozwala dostać się w inne miejsca. W „Dzielnicy Pyłu” co jakiś czas pojawiają się burze piaskowe, ograniczające widoczność przeciwników i stwarzające okazje dla grywalnych postaci. W „Pękniętej tafli rzeczywistości” postacie trafiają do ruin posiadłości, a korzystając z chronotronu mogą cofnąć się o trzy lata, kiedy miejsce nie było jeszcze opuszczone; zamierzony cel osiągają, przeskakując pomiędzy przeszłością i teraźniejszością.

### Moce i umiejętności
Podobnie jak w części pierwszej, gracz może korzystać z mocy nadprzyrodzonych, są one jednak opcjonalne i postacie mogą odmówić ich przyjęcia. Niezależnie od tego, jaką podejmą decyzję, otrzymują Serce – przedmiot pozwalający lokalizować runy i kościane amulety, zapewniające pasywne premie i pozwalające odblokowywać nowe umiejętności; jeżeli postacie odmówią przyjęcia mocy, przedmioty te zamieniane są na dodatkowe pieniądze. Dodatkowo Serce ujawnia informacje o miejscach i osobach, w tym o tym, czy są one współczujące, winne albo żądne krwi. W odróżnieniu od Dishonored system rozwoju postaci zrealizowany został w formie drzewka umiejętności, rozgałęziającego się na różne ścieżki i możliwości rozwoju; umiejętności mogą mieć ulepszenia zabójcze albo nieśmiercionośne. Obie grywalne postacie mają własny zestaw magicznych mocy, jedyną wspólną dla obu jest „mroczny wzrok”, pozwalający lepiej widzieć w ciemności, wykrywać przeciwników przez ściany i ujawniać ich kąt widzenia. W drugim drzewku umiejętności postacie mogą odblokowywać umiejętności pasywne, niezużywające many, takie jak np. szybsze bieganie czy możliwość samodzielnego wytwarzania kościanych amuletów.
Corvo zachowuje większość mocy z części pierwszej, chociaż zostają one zresetowane. „Mignięcie” pozwala teleportować się na krótkie dystanse, a po ulepszeniu może zatrzymywać czas albo zadawać obrażenia przeciwnikom, na których postać „mignęła”. „Żarłoczne stado” umożliwia przywołanie stada szczurów zjadających ciała, zanim krwiogzy złożą w nich jaja. „Opętanie” zostało rozwinięte względem tego z Dishonored – teraz Corvo może opętywać już nie tylko ludzi i małe zwierzęta, ale też martwe ciała oraz kilka celów po sobie. „Zakrzywienie czasu” pozwala spowolnić lub całkowicie zatrzymać czas, co umożliwia przekraczanie punktów kontrolnych czy skryte podejście do wrogów. Ostatnia moc, „podmuch”, pozwala na przywołanie fali powietrza mogącej odbić lecące w stronę Corva pociski albo zepchnąć przeciwników z krawędzi. Wśród mocy, jakimi dysponuje Emily, znajduje się odpowiednik „mignięcia” – „daleki chwyt”, dodatkowo pozwalający przyciągać w jej kierunku przedmioty i przeciwników. „Urzeczenie” rozprasza wrogów, którzy przez pewien czas wpatrują się ślepo w jakiś punkt, nie zwracając na nic uwagi. Za pomocą „domina” można połączyć ze sobą kilku przeciwników, a następnie zabić bądź unieszkodliwić wszystkich naraz poprzez wykonanie czynności na jednej z połączonych osób. Po aktywowaniu „spaceru cienia” Emily zamienia się w cienistą mgłę mogącą niepostrzeżenie przemykać koło strażników albo za ich plecy; a „mroczne bliźnię” przywołuje jej sobowtóra, przez którego wrogowie dezorientują się; umiejętność ta dobrze łączy się z „dominem”.

## Proces produkcji
Reżyserem gry został Harvey Smith, który podczas produkcji części pierwszej pełnił tę funkcję wraz z Raphaëlem Colantoniem. W odróżnieniu od Dishonored, nad którym pracowały studia Arkane we francuskim Lyonie i teksańskim Austin, większość prac przy kontynuacji wykonano w studiu europejskim, ponieważ amerykańskie pracowało wówczas nad Prey (2017). Studia współpracowały jednak ze sobą przy obu grach, chociażby testując ich bieżące iteracje. Twórcy postanowili nie używać Unreal Engine 3, na którym powstała część pierwsza, a zamiast tego stworzyć własny silnik – Void – poprzez znaczące przepisanie id Tech 5. Arkane usunęło z niego niepotrzebne studiu elementy, wprowadzając poprawki mające na celu m.in. ulepszenie oświetlenia i efektów postprocesowych, takich jak podpowierzchniowe rozpraszanie światła, żeby osiągnąć odpowiednią oprawę wizualną.
Dishonored pomyślano jako zamkniętą opowieść i w trakcie procesu produkcyjnego nie rozważano możliwości stworzenia jej kontynuacji, a pomysły na nią pojawiły się dopiero podczas prac nad zawartością dodatkową. Smith stwierdził, że możliwość zagrania jako Emily – w pierwszej części będącej dopiero dzieckiem – początkowo wydawała się intuicyjna. Wpływ, jaki miała ona na Dishonored, zmieniając sposób, w jaki podchodzili do niej gracze, sprawił, że twórcy postanowili kontynuować jej historię, a samą postać rozbudować charakterologicznie w Dishonored 2. Nie chciano jednak przenosić fabuły w zbyt odległą przyszłość, żeby zachować steampunkową estetykę. Decyzję o tym, żeby uczynić Corva dodatkową grywalną postacią, podjęto na późniejszym etapie.
Podczas prac nad grą postanowiono, że obie postacie – tak Emily, jak i Corvo – powinny zostać w pełni udźwiękowione. Pierwsze próby z udźwiękowioną postacią podjęto podczas prac nad dodatkami The Knife of Dunwall i The Brigmore Witches do Dishonored, w których grywalna postać – Daud – przemawiała głosem Michaela Madsena. Udźwiękowienie postaci pozwoliło lepiej zarysować przedstawiane wydarzenia poprzez dialogi, a dodatkowo twórcy stwierdzili, że dzięki temu gracze stają się bardziej zaangażowani w rozgrywkę. Ponieważ w pierwszej części Corvo był milczącym protagonistą, zdaniem Smitha znaczącym wyzwaniem dla scenarzystów było sprawienie, żeby zmiana ta nie wzbudziła sprzeciwu u fanów oryginału, a zarazem, żeby postać miała bardziej asertywną osobowość. Początkowo obie postacie miały dysponować wszystkimi dostępnymi mocami, na pewnym etapie postanowiono je jednak rozdzielić pomiędzy nie w taki sposób, żeby „odzwierciedlały ich przeżycia i czas, jaki spędzili na tym świecie”.
Opracowując część drugą Arkane odniosło się do niektórych elementów, za które krytykowano Dishonored. Zauważalna grupa graczy uznawała część pierwszą za zbyt łatwą, wobec czego w Dishonored 2 podniesiono wyzwanie na wyższych poziomach trudności. System chaosu uznano za binarny wskaźnik stanowiący substytut interesującego rozwiązania, toteż przy kontynuacji podjęto działania, żeby nadać mu więcej głębi i znaczenia. Ze względu na to, jak wielu graczy korzystało z Serca w pierwszej części, postanowiono wprowadzić bohaterów niezależnych, których potencjalne zabicie w różny sposób wpływa na poziom chaosu. Ponieważ Serce zdradza tajemnice wskazanych osób, w tym ich osobowość współczującego, winnego bądź żądnego krwi, gracze mogli wykorzystać je, żeby podjąć decyzję, czy daną postać zabić, czy oszczędzić. Kolejnym krokiem w celu usprawnienia gry względem pierwowzoru był system ulepszeń mocy, rozwijanych poprzez dokupowanie w drzewku rozwoju dodatkowych ich możliwości. Dodano także system samodzielnego tworzenia kościanych amuletów, umożliwiający 400 tys. kombinacji. Biorąc pod uwagę zawiłości sposobów, w jakie można korzystać z mocy, projektanci musieli przezwyciężyć liczne trudności związane z odpowiednim dostosowaniem ich do różnych stylów gry w taki sposób, żeby nie były one ani za łatwe, ani przesadnie trudne. Ponieważ zespół Arkane z Teksasu, odpowiedzialny za sztuczną inteligencję w części pierwszej, pracował nad Prey, na potrzeby kontynuacji została ona od podstaw zaprojektowana przez zespół z Lyonu. Przeciwnicy charakteryzują się nie tylko indywidualnym zachowaniem, ale stanowią też część większej sztucznej inteligencji, która przypisuje im role, pomagając tym samym lepiej reagować na zagrożenia poprzez współpracę.
Projektując Dishonored 2, twórcy chcieli zwiększyć różnorodność postaci. Starano się, żeby większą rolę odgrywały postacie o innym kolorze skóry niż biały, co miało oddać „kosmopolityczną” naturę Cesarstwa i nadać grze większego realizmu, żeby każdy gracz mógł się w niej odnaleźć. Pojawiają się także postacie nieheteronormatywne, twórcy nie chcieli jednak, żeby ich orientacja czy gender były ogłaszane przez „wielki znak z informacją”, zamiast tego informacje te zawarto w znajdowanych podczas misji listach czy audiografach. Orientacja seksualna Emily celowo nie została nigdy w żaden sposób sprecyzowana, co miało pozwolić graczom samym ją sobie dopowiedzieć. Pierwsza część krytykowana była przez niektórych za małe zróżnicowanie postaci kobiecych i ich roli w fabule oraz w świecie gry. Począwszy od dodatków do Dishonored, twórcy starali się „bardziej zbalansować” proporcje, chociażby poprzez zwiększenie ról i funkcji pełnionych przez kobiety, które w Dishonored 2 pojawiają się przykładowo jako strażniczki miejskie.

### Projekt poziomów i świata
Sébastien Mitton, dyrektor artystyczny pierwszej części, pełnił tę funkcję również podczas prac nad Dishonored 2. Wiktor Antonow, który pomógł w stworzeniu stylistyki przypominającej obrazy, nie brał udziału w tworzeniu kontynuacji, ponieważ w międzyczasie został głównym konsultantem kreatywnym w Bethesdzie. Opracowując oprawę artystyczną, Arkane czerpało inspiracje z obrazów i rzeźb; na zlecenie studia kilka popiersi wykonała rzeźbiarka Lucie Minne. Dishonored 2 rozpoczyna się i kończy w znanym z pierwszej części Dunwall, jednak większość akcji rozgrywa się w „klejnocie południa” – Karnace. Zmiana miejsca akcji wynikała po części z chęci ukazania innego zakątka Cesarstwa Wysp; Harvey Smith stwierdził, że zdaniem studia „konieczne było, żeby zacząć w domu, później wybrać się w egzotyczne miejsce i wrócić”. Mitton chciał, żeby Dishonored 2 było wizualną „podróżą po nowym mieście”, w którym zachowano by jednak wrażliwość pierwszej części i znane z niej elementy, jak wyzysk, choroby, magia i rozkład.
Stworzenie historii Karnaki zajęło scenarzystom około roku. Po opracowaniu ogólnego zarysu miejsca akcji skupiono się na stworzeniu pomysłów wynikających bezpośrednio z niego, a nie z innych miejsc, jak chociażby Dunwall. Pisząc historię miasta, studio koncentrowało się przede wszystkim na zagadnieniach antropologicznych i politycznych – zaczynając od osób, które zasiedliły ten obszar, poprzez zmiany, jakie zachodziły w nim pod wpływem obcych mocarstw, po różnorodną kulturę, która ostatecznie ukształtowała Karnacę. Jednym z celów było zróżnicowanie architektury miasta, co miało odzwierciedlać różne etapy osadnictwa. Tworząc miasto Arkane współpracowało z projektantami przemysłowymi i architektami.
Karnaca, inspirowana państwami Europy Południowej – Grecją, Włochami i Hiszpanią – jest miejscem znacznie bardziej słonecznym i cieplejszym niż Dunwall. Projektując miasto, wspomagano się fotografiami różnych miejsc, w tym Kuby, Lyonu czy Malibu. Zabudowania w mieście często charakteryzują się płaskimi dachami i zdobionymi oknami, a dominującym stylem jest secesja. Żeby nadać całości historycznego realizmu, przyglądano się zdjęciom z lat 20. XX wieku, jako odnośników używając stron internetowych typu Shorpy.com czy prac meksykańskiego fotografa Agustína Casasoli. Podczas gdy Dunwall z pierwszej części zostało stworzone w dużej mierze jako odwzorowanie prawdziwego świata z roku 1837, tak Dishonored 2 czerpało inspiracje z „architektury, mody i technologii” roku 1851. Ponieważ miasto napędzane jest głównie przez turbiny wiatrowe, projektując je, starano się uwzględnić również to, w jaki sposób wiatry mogły wpłynąć na jego architekturę i zabudowę. Projektanci i architekci poziomów współpracowali ze sobą przez cały okres produkcji gry.
Projektanci starali się zaprojektować Karnacę jako miejsce jak najbardziej osadzone w realizmie, mogące sprawiać wrażenie istniejącego kiedyś naprawdę. Chciano uniknąć czegoś, co jeden z pracowników Arkane nazwał „efektem Deus Ex”, tj. chociażby umieszczania szybów wentylacyjnych, w których swobodnie może poruszać się dorosły człowiek, w miejscach dogodnych dla projektantów – nieraz zupełnie niemających sensu. Starano się również rozsądnie zaplanować świat i uwzględnić szczegóły codziennego życia – chociażby to, że w budynku powinna znajdować się toaleta, a strażnicy na posterunkach powinni czegoś strzec. Na przykładzie europejskich kolonii w Australii, Indiach czy Afryce sprawdzono również, w jaki sposób osoby z chłodniejszego klimatu – jak Dunwall – adaptowały się do życia w cieplejszych warunkach, jak w Karnace.
Opracowując pojawiającą się w grze propagandę, przestudiowano, w jaki sposób stosowano tę technikę w historii, odkrywając elementy wspólne, pojawiające się na przestrzeni wieków. Znana z pierwszej części ciężka militarystyczna propaganda zastąpiona została subtelniejszą. Przykładowo, zespół artystów stworzył wyszukane plakaty reklamujące sklepy, produkty i wydarzenia kulturalne, które zostały jednak zamknięte albo rozwiązane na stałe bądź do odwołania, co w sposób mniej bezpośredni pokazuje tyranię diuka Abele’a i jego rządu. Żeby świat przedstawiony był jeszcze bardziej realistyczny, zespół odpowiedzialny za narrację stworzył fikcyjne produkty i marki oraz ich reklamy.
Część pracowników Arkane współpracowała ze studiem 2K Marin nad oskryptowaną sekwencją przeskoku w czasie przedstawioną w BioShocku 2 (2010) i chciała wykorzystać ten pomysł na większą skalę w swojej grze. Okazja nadarzyła się podczas opracowywania misji „Pęknięta tafla rzeczywistości”, w ramach której postacie trafiają do zrujnowanej posiadłości, a dzięki otrzymanemu od Odmieńca chronotronowi mogą cofać się o trzy lata – do czasów, kiedy domostwo było zamieszkałe. Gracz może swobodnie przenosić się pomiędzy dwoma punktami w czasie, w jednej linii czasowej sprawdzać, co dzieje się w drugiej, a działania podjęte w przeszłości mają przełożenie na współczesność. Wymagało to zaprojektowania dwóch wersji posiadłości, z których każda żyje niezależnie od drugiej. W zależności od decyzji podjętych w przeszłości posiadłość w bieżącej linii czasu może zmienić się na dwa sposoby, co skutkowało zaprojektowaniem łącznie czterech wersji budynku. Twórcy planowali początkowo, żeby podjęte przez gracza w tej misji działania miały dalekosiężny wpływ na grę, jednak ze względu na dużą liczbę zmiennych zaniechano tego pomysłu.

## Dystrybucja i promocja

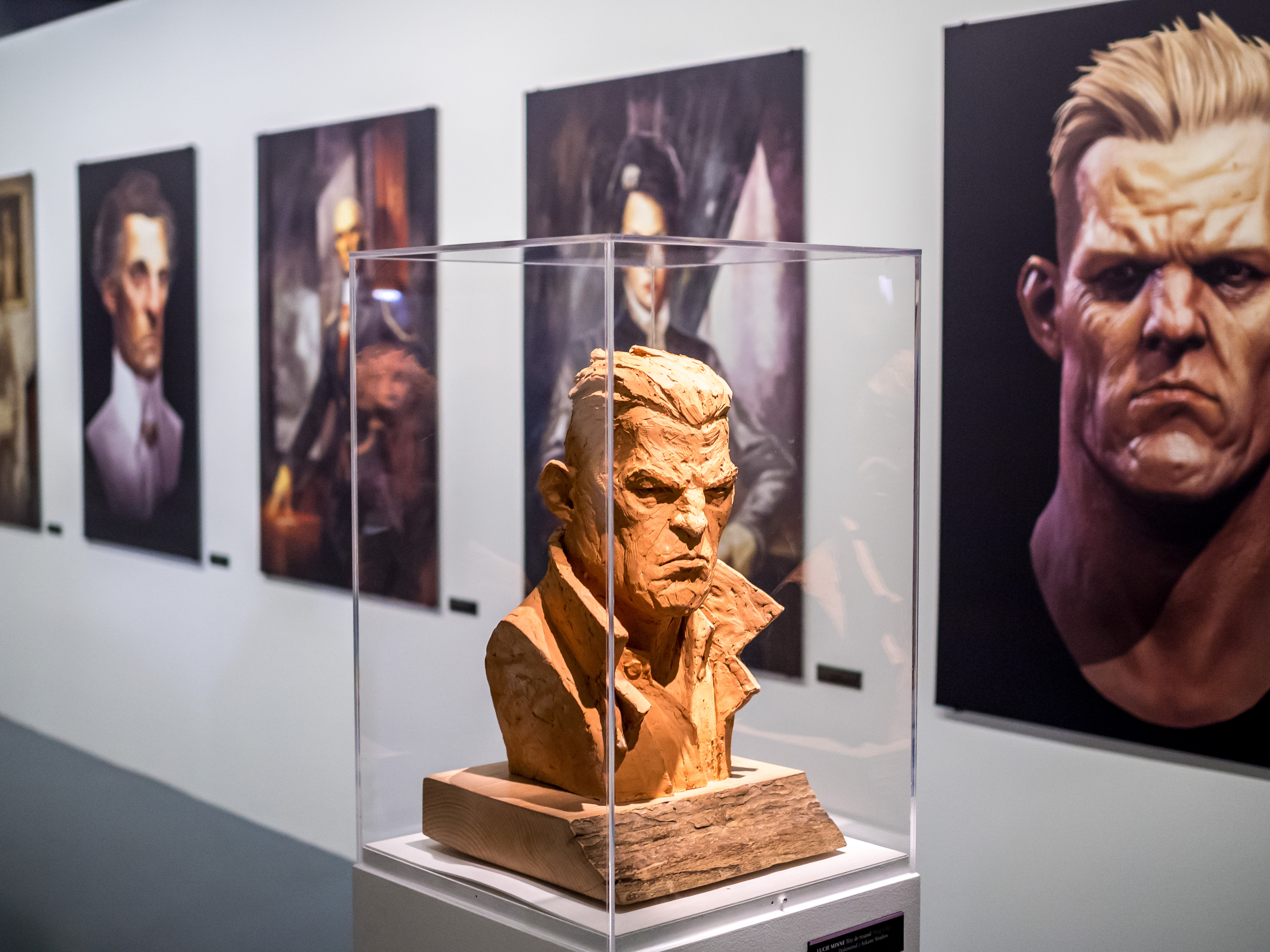
Część wystawy związanej z Dishonored 2 we francuskim muzeum Art Ludique

Grę zapowiedziano oficjalnie podczas konferencji prasowej Bethesdy na targach Electronic Entertainment Expo (E3) w 2015 roku, jednak informacje o niej wyciekły do Internetu dzień wcześniej, podczas prób przed imprezą. Gliniane popiersia rzeźbiarki Lucie Minne, także te stworzone na potrzeby Dishonored, zaprezentowano na poświęconej francuskim grom komputerowym wystawie zorganizowanej w muzeum Art Ludique. Nowe materiały z gry przedstawiono również podczas E3 2016, a pokazaną na nich grafikę koncepcyjną autorstwa Siergieja Kolesowa wybrano do zaprezentowania podczas wystawy „Into the Pixel” organizowanej przez Entertainment Software Association oraz Akademię Sztuk i Nauk Interaktywnych. 1 listopada 2016 gra została skierowana do tłoczni w celu powielania fizycznych nośników z nią, a do sprzedaży trafiła 11 listopada. Wersja na komputery osobiste początkowo zabezpieczona była oprogramowaniem antypirackim Denuvo, które według testów negatywnie wpływało na jej wydajność. Mimo że zabezpieczenie zostało złamane przez crackerów w lipcu 2017 i wtedy też w Internecie pojawiły się pirackie kopie, wydawca usunął je oficjalnie dopiero w grudniu 2018.
Osoby, które zamówiły grę w przedsprzedaży, otrzymały możliwość zagrania w nią od 10 listopada. W oficjalnym sklepie Bethesdy dostępne było wydanie kolekcjonerskie, zawierające trzydziestoczteroipółcentymetrową replikę maski Corva, cynkową replikę pierścienia Emily, propagandowy plakat z Delilą oraz metalowe opakowanie na dysk z grą i instrukcję. Jako przedpremierowy dodatek cyfrowy oferowano Pakiet cesarskiego zabójcy, zawierający dodatkowe przedmioty w grze. Do zamówień przedpremierowych wydania kolekcjonerskiego na konsole dodawano również kopię Dishonored: Definitive Edition – odświeżonej wersji pierwszej części na konsole ósmej generacji, zawierającą całą zawartość dodatkową, jaką do niej wydano.
W maju 2016 Bethesda zapowiedziała wydanie miniserii komiksowej oraz trzech książek rozwijających świat przedstawiony. Komiks wydany został przez Titan Comics, scenariusz do niego napisał Gordon Rennie, a rysownikami byli Andrea Olimpieri i Marcelo Maiolo. Składały się na niego cztery zeszyty, z których pierwszy wydano w sierpniu 2017. Wydawnictwo Titan Books wydało książki autorstwa Adama Christophera. Pierwsza – The Corroded Man – trafiła na rynek we wrześniu 2017, a dwie kolejne – The Return of Daud i The Veiled Terror – w 2018. W dniu premiery gry Dark Horse Comics wydało poświęcony jej artbook The Art of Dishonored 2, w którym zamieszczono także pięć grafik nagrodzonych w zorganizowanym przez Bethesdę wśród fanów konkursie. 20 lutego 2018 do sprzedaży trafił komiks The Peeress and the Price ze scenariuszem Michaela Moreciego i rysunkami Andrei Olimpieriego, rozgrywający się po wydarzeniach z Dishonored 2.
Po premierze gra rozwijana była poprzez darmową dodatkową zawartość. 19 grudnia 2016 udostępniono tryb nowej gry plus, pozwalający po ukończeniu kampanii fabularnej rozegrać ją ponownie, z magicznymi mocami obu postaci do dyspozycji. 23 stycznia 2017 udostępniono personalizowane opcje ustawienia trudności oraz możliwość ponownego rozgrywania ukończonych już misji. 15 września 2017 ukazał się samodzielny dodatek Dishonored: Death of the Outsider, opowiadający o Billie Lurk i Daudzie próbujących znaleźć i zabić Odmieńca. W grudniu 2018 udostępniono aktualizację pozwalającą włączyć czarno-biały filtr oraz dodającą tryb „Misja+”, pozwalający ponownie rozegrać misje ze wszystkimi mocami i broniami obu postaci odblokowanymi już na starcie.

## Odbiór

### Przed premierą
Ujawnienie na E3 2015, że Emily Kaldwin będzie w Dishonored 2 grywalną postacią, spotkało się z zainteresowaniem ze strony prasy. GamesRadar uznał tę informację za jedno z największych zaskoczeń imprezy, zwracając uwagę na niedostatek grywalnych postaci kobiecych. Redaktorzy GameSpotu i „The Guardian” zauważyli, że podczas targów podkreślano obecność kobiet w świecie gier komputerowych. „Game Informer” uznał Emily za jedną z „najbardziej obiecujących” nowych grywalnych postaci przedstawionych podczas imprezy.
IGN uznał Dishonored 2 „najlepszą grą na Xboksa One” zaprezentowaną na targach, przyznał jej 2. miejsce w kategorii „najlepsza gra na komputery osobiste” oraz nominował w kategoriach „najlepsza gra targów”, „najlepsza gra na PlayStation 4”, „najlepsza gra akcji” i „najlepszy zwiastun”. Podczas tej samej imprezy Dishonored 2 zdobyło nominacje do Game Critics Awards w kategoriach „najlepsza gra targów”, „najlepsza gra na konsole”, „najlepsza gra na komputery osobiste” i „najlepsza przygodowa gra akcji”. „Game Informer” uznał ją za najlepszą grę wieloplatformową, a „PC Gamer” za najlepszą grę targów. Eurogamer uznał ją za jedną z pięciu najlepszych gier zaprezentowanych, wskazując przede wszystkim na misję ze zmienianiem czasu i stwierdzając, że „trudno sobie wyobrazić, że w tym roku zostanie wydana jakakolwiek inna gra tak skomplikowana i pomysłowa zarazem”.

### Ze strony recenzentów
Dishonored 2 spotkało się z pozytywnym odbiorem ze strony recenzentów, a średnia ich ocen w agregatorze recenzji Metacritic wynosi 88/100 dla wersji na komputery osobiste i PlayStation 4 oraz 86/100 dla wersji na Xboksa One. Szczególne pochwały i wyróżnienia otrzymały misje „Mechaniczna Rezydencja” i „Pęknięta tafla rzeczywistości”. Dishonored 2 zdobyło tytuł najlepszej gry 2016 roku od redaktorów ponad stu portali i czasopism branżowych. W momencie premiery wydanie na komputery osobiste borykało się z wieloma problemami, takimi jak spadki liczby klatek na sekundę i rozdzielczości obrazu oraz liczne crashe, które po trzech aktualizacjach ostatecznie udało się wyeliminować dopiero w lipcu 2017.
Chris Carter z Destructoidu uznał skryte podejście za „znakomite”, Serce za jeden z najlepszych patentów na ujawnianie zawartości, zagadki i przemierzanie poziomów za wymagające, a chęć stania się lepszym skrytobójcą – za działanie odpowiednio wynagradzane. Krytykował jednak spadki liczby klatek na Xboksie One, „drewniane aktorstwo i problemy scenariuszowe, pomimo frapującej narracji”. Nick Plessas z „Electronic Gaming Monthly” stwierdził, że Dishonored 2 „odtwarza wiele pozytywnych aspektów poprzedniej części, ale tym razem osiągnięcie ich wymaga od gracza znacznie więcej wysiłku”. Jego zdaniem twórcom udało się nadać całości odpowiedni ciężar emocjonalny, do czego przyczyniały się postacie oraz wybory i ich konsekwencje, jednak większe wrażenie zrobiły na nim wybrane poszczególne momenty niż sam finał. Krystian Smoszna z Gry-Online stwierdził, że chociaż początkowo ma się wrażenie déjà vu, a zawiązanie fabuły „do złudzenia przypomina wydarzenia” z pierwowzoru oraz stanowi „tani i naciągany chwyt”, to gra zyskuje po ukończeniu prologu. Ludwika Mastalerz z Filmwebu uznała protagonistów za „diametralnie różnych”, a konieczność wybrania jednego z nich już na początku za „genialne posunięcie”.
Matt Bertz, redaktor „Game Informera”, uznał, że w porównaniu z pierwszą częścią lepiej zbalansowano rozgrywkę pomiędzy stylami wysokiego i niskiego chaosu, dzięki czemu każde podejście zapewnia prowokujące do myślenia scenariusze, które trzeba rozważyć, a moce obu postaci chwalił za bycie „równie użytecznymi”. Skrytykował główną fabułę, uznając ją za „stworzoną naprędce i niedokończoną”, chwaląc jednak opowiadanie historii poprzez świat gry. Jamesowi Kozanitisowi z Game Revolution spodobało się granie jako Emily. Kozanitis stwierdził, że ponieważ w kontynuacji powracają pewne elementy znane z części pierwszej, granie nową postacią pozwala spojrzeć na całość z nowej perspektywy. Recenzent preferował ciche podejście, które w jego opinii lepiej współgrało z zadaniami pobocznymi, stanowiącymi dla niego jedną z głównych zachęt do zagrania w Dishonored 2. Smoszna krytykował fakt, że wybór pomiędzy dwójką grywalnych bohaterów nie ma większego znaczenia dla fabuły, a próbę skrytego przechodzenia gry jako Emily uznał za „krzywdzenie się” ze względu na „przegięte zdolności”, jakimi dysponuje protagonistka. Scott Butterworth piszący dla GameSpotu był zadowolony z możliwości, jakie dawały bronie i zauważył, że wyszukane zachowania sztucznej inteligencji pozwalały na „dające frajdę” eksperymenty, zwłaszcza podczas skradania. Recenzentowi nie spodobało się to, że wyzwanie nie rośnie z czasem; stwierdził też, że nie wykorzystano w pełni możliwości, jakie dawały nowe rodzaje wrogów oraz scenariusz. Misję ze zmianą czasu uznał jednak za „arcydzieło samo w sobie”, a tę ze zmieniającą się rezydencją – za „psychodeliczną”. Mastalerz doceniła projekt poziomów oraz samej Karnaki, która „wygląda jak prawdziwe miasto, mieszkania sprawiają wrażenie zamieszkałych, a plany przestrzenne budynków mają użytkowy sens”, dzięki czemu projektantom udało się uniknąć znanego chociażby z serii Deus Ex faktu, że niemal wszędzie znajdują się szyby wentylacyjne. Za jedną z największych zalet uznała ciekawy świat i umiejętnie budowaną poprzez otoczenie uzupełniającą go narrację.
Lucasowi Sullivanowi z GamesRadaru spodobały się poczucie miejsca, nadprzyrodzone moce i ich zaimplementowanie, miał jednak zastrzeżenia do rozwoju postaci i ograniczeń skądinąd „genialnych” mechanik. Niedługo po premierze redakcja GamesRadar stwierdziła, że misja „Mechaniczna Rezydencja” stanowi kwintesencję „bogatego, zawiłego projektowania poziomów” charakterystycznego dla Arkane Studios. Lucy O’Brien z IGN-u uznała decyzję o podzieleniu mocy i historii pomiędzy dwie grywalne postacie za „sprytną”, dodając, że ich umiejętności „znakomicie” wpisują się w oba style rozgrywki. Chwaliła także projekty poziomów, dzięki którym każda misja zapewniała unikatowe mechaniki rozgrywki, a sam świat gry opisała jako „przepiękny, przesycony estetyką malarską”. Piszący dla „PC Gamera” Phil Savage stwierdził, że „w najgorszych momentach [Dishonored 2] oferuje podobne doświadczenie co poprzednik, ten z kolei oferował dziesiątki godzin oryginalnego skradania i akcji w perspektywie pierwszoosobowej”. Redakcja czasopisma uznała później „Mechaniczną Rezydencję” za jeden z najlepszych poziomów 2016 roku. Arthur Gies z Polygonu zauważył, że system walki został „ulepszony i doszlifowany”, świat przedstawiony jest „największą siłą Dishonored 2”, natomiast sztuczna inteligencja przeciwników jest bardzo dobra, żałował jednak, że nie zaoferowano możliwości ponownego rozgrywania misji ani trybu nowej gry plus. Alice Bell z VideoGamer.com podsumowała grę stwierdzeniem: „Dishonored 2 bierze wszystko to, co pokochaliście w Dishonored, a następnie ulepsza, ale nie na tyle, żeby poczuć przesyt. To cudownie zaprojektowana i złożona gra, wypełniona ukrytymi perełkami i opowieściami. A do tego jeszcze można dźgać ludzi w powietrzu”. Smoszna docenił projekt Karnaki oraz miejsca, w których rozgrywają się zadania, w tym przede wszystkim Mechaniczną Rezydencję i Instytut Addermire, całą grę określając jednak jako „bezpieczny sequel”, w którym „boli przede wszystkim niewykorzystany potencjał wynikający z wprowadzenia dwóch grywalnych bohaterów”<.
Dishonored 2 została uznana za jedną z najlepszych gier 2016 według redaktorów „PC Gamera”, a redaktorzy Gier-Online umieścili ją na 9. miejscu listy 16 najlepszych gier 2016.

### Sprzedaż
W Wielkiej Brytanii Dishonored 2 było na czwartym miejscu wśród najlepiej sprzedających się gier w tygodniu swojej premiery, jednak pod względem sprzedaży na nośnikach fizycznych była ona o 38% niższa niż w przypadku części pierwszej. W tym samym tygodniu znalazła się na szóstym miejscu najlepiej sprzedających się gier na Steamie, wynik ten osiągając głównie dzięki zamówieniom przedpremierowym. W drugim tygodniu zajęła siódme miejsce w Wielkiej Brytanii, sprzedając się o 52% gorzej niż w poprzednim, co stanowiło wynik podobny do tego, jaki osiągnęło Dishonored. Gra powróciła do czołówki zestawienia w Wielkiej Brytanii w czwartym tygodniu maja 2017, kiedy to podczas promocji jej sprzedaż wzrosła o 1267%, co pozwoliło na zajęcie ósmego miejsca.

### Nagrody i wyróżnienia
| Rok  | Nagroda / organizacja                          | Kategoria | Wynik      |
| ---- | ---------------------------------------------- | --- | ---------- |
| 2016 | The Game Awards 2016                           | Najlepsza przygodowa gra akcji                                                                                              | wygrana    |
| 2016 | PC Gamer’s Best of 2016                        | Gra roku | wygrana    |
| 2017 | Polygon’s Best of 2016                         | Gra roku | 7. miejsce |
| 2017 | Visual Effects Society Awards                  | Efekty wizualne w projekcie czasu rzeczywistego („Pęknięta tafla rzeczywistości”)                                           | nominacja  |
| 2017 | Visual Effects Society Awards                  | Najlepsze środowisko w odcinku serialu telewizyjnego, reklamie lub projekcie czasu rzeczywistego („Mechaniczna Rezydencja”) | nominacja  |
| 2017 | Game Developers Choice Awards                  | Najlepszy projekt | nominacja  |
| 2017 | Game Developers Choice Awards                  | Gra roku | nominacja  |
| 2017 | National Academy of Video Game Trade Reviewers | Animacja – oprawa artystyczna                                                                                               | nominacja  |
| 2017 | National Academy of Video Game Trade Reviewers | Najlepsza animacja – oprawa techniczna                                                                                      | nominacja  |
| 2017 | National Academy of Video Game Trade Reviewers | Kierunek artystyczny inspirowany epoką                                                                                      | nominacja  |
| 2017 | National Academy of Video Game Trade Reviewers | Prowadzenie kamery w silniku gry komputerowej                                                                               | nominacja  |
| 2017 | National Academy of Video Game Trade Reviewers | Projekt postaci | nominacja  |
| 2017 | National Academy of Video Game Trade Reviewers | Projekt sterowania w środowisku trójwymiarowym                                                                              | nominacja  |
| 2017 | National Academy of Video Game Trade Reviewers | Precyzja sterowania | nominacja  |
| 2017 | National Academy of Video Game Trade Reviewers | Projekt kostiumów | wygrana    |
| 2017 | National Academy of Video Game Trade Reviewers | Reżyseria przerywników filmowych                                                                                            | nominacja  |
| 2017 | National Academy of Video Game Trade Reviewers | Projekt gry komputerowej | nominacja  |
| 2017 | National Academy of Video Game Trade Reviewers | Inżynieria gry komputerowej                                                                                                 | nominacja  |
| 2017 | National Academy of Video Game Trade Reviewers | Oświetlenie/teksturowanie                                                                                                   | nominacja  |
| 2017 | National Academy of Video Game Trade Reviewers | Muzyka | nominacja  |
| 2017 | National Academy of Video Game Trade Reviewers | Najlepsza piosenka oryginalna lub adaptowana                                                                                | nominacja  |
| 2017 | National Academy of Video Game Trade Reviewers | Dobór piosenek | nominacja  |
| 2017 | National Academy of Video Game Trade Reviewers | Montaż dźwięku w przerywnikach filmowych                                                                                    | nominacja  |
| 2017 | National Academy of Video Game Trade Reviewers | Efekty dźwiękowe | nominacja  |
| 2017 | National Academy of Video Game Trade Reviewers | Wykorzystanie dźwięku | nominacja  |
| 2017 | National Academy of Video Game Trade Reviewers | Najlepsza gra | nominacja  |
| 2017 | British Academy Games Awards                   | Najlepszy kierunek artystyczny                                                                                              | nominacja  |
| 2017 | British Academy Games Awards                   | Najlepszy projekt gry | nominacja  |
| 2017 | British Academy Games Awards                   | Najlepsza narracja | nominacja  |
| 2017 | Golden Joystick Awards                         | Najlepszy projekt wizualny                                                                                                  | nominacja  |
| 2017 | Golden Joystick Awards                         | Gra roku | nominacja  |